# John C. Brown

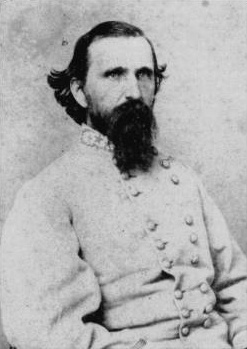
John C. Brown i sydstatsarméns generalsuniform.

John Calvin Brown, född 6 januari 1827 i Giles County, Tennessee, död 17 augusti 1889 i Macon County, Tennessee, var en amerikansk demokratisk politiker och general i Amerikas konfedererade staters armé. Han var guvernör i delstaten Tennessee 1871–1875.

## Tidiga liv
John C. Browns äldre bror Neill S. Brown var guvernör i Tennessee 1847–1849. John C. Brown studerade juridik och inledde 1848 sin karriär som advokat. Han stödde John Bell i presidentvalet i USA 1860.

## Inbördeskriget
Brown deltog i inbördeskriget på sydstaternas sida trots att han personligen var emot Tennessees utträde ur USA. Han befordrades 1861 till överste, följande år till brigadgeneral och 1864 till generalmajor. Han sårades i slagen vid Perrysville, Chickamauga och Franklin.

## Guvernör
Som demokraternas kandidat i 1870 års guvernörsval besegrade han republikanen William H. Wisener. Han ställde upp till omval två år senare och besegrade då republikanen Alfred A. Freeman.

## Gravplats
Browns grav finns på Maplewood Cemetery i Pulaski i Tennessee. Hans svärson Benton McMillin var guvernör i Tennessee 1899–1903.